# Peter Lump
Pour plus de détails, voir Fiche technique et Distribution.
Peter Lump est un film muet allemand réalisé par William Wauer, sorti en 1916.
Produit par WW-Film Wauer & Co., le film comporte trois parties et a pour principaux interprètes Alfred Abel dans le rôle de Peter Lump et Lyda Salmonova (de) dans celui de Dirne, une prostituée.

## Synopsis
Un fils illégitime aide son père à retrouver le chemin de la vertu.

## Fiche technique
- Titre : Peter Lump
- Réalisation :	William Wauer
- Scénario : William Wauer
- Photographie :  Hjalmar Lerski
- Montage :
- Producteur : William Wauer
- Société de production : WW-Film Wauer & Co.
- Société de distribution :
- Pays de production :  Allemagne
- Langue : film muet avec les intertitres en allemand
- Métrage :
- Format : Noir et blanc — 35 mm — 1,33:1 — Muet
- Genre : Film dramatique
- Durée :
- Date de sortie :
  - Allemagne : juin 1916

## Distribution
- Alfred Abel : Peter Lump
- Lyda Salmonova (de) : Dirne
- Hermann Vallentin : le père
- Mila de Paula : l'enfant
- Friedrich Kühne

## À noter
- Le film a été le premier en Allemagne à être tourné la nuit dans une rue avec des lampadaires allumés et des fenêtres éclairées. Cela a créé une ambiance expressionniste comme quelques années plus tard dans le film de Karl Grune La Rue (Die Straße), sorti en 1923.
- Certaines séquences nocturnes ont été filmées légèrement floues pour masquer les pauvres façades des maisons[1]